# José María Arzuaga
José María Arzuaga, director de cine colombiano, nació en Madrid, España en 1930, se desempeñó como realizador cinematográfico y lo más destacado de su labor como tal, se dio en Colombia. Falleció en su ciudad natal en 1987.

## Biografía
Pasaría su infancia y juventud en el país que lo vio nacer, España, en medio de la guerra civil. Siempre fue un hombre dedicado a colaborar con su familia y mientras terminaba sus estudios secundarios trabajaba para apoyar económicamente su hogar. Continuaría trabajando y estudiaría técnicas administrativas por un tiempo. Después viajó a Francia e Italia, para luego volver a España para desempeñarse en la rama judicial y tras no poder estudiar Arquitectura por los altos costos de esta carrera, estudiaría en la escuela de Bellas Artes de Madrid, donde terminaría relacionándose con el cine. Allí participaría en grupos de discusión y apreciación cinematográfica, Cineclubes, y luego incursionaría en la escritura de crítica cinematográfica. Tras cuatro años de estudios en la escuela, Arzuaga contaría con dos cortometrajes que el mismo escribió y dirigió, El Solar y La Cama Número 5, trabajos por los cuales tendría problemas académicos.

## Arzuaga en Colombia
Tras repetitivas discusiones en la Escuela de Bellas artes, Arzuaga decide retirarse y viajar a Colombia, país en el que nunca había estado y donde no conocía a nadie. Según Arzuaga decidió instalarse en Colombia porque alguna vez un colombiano en España le dijo que este país era un posible paraíso cinematográfico. Al llegar a Colombia trabajó en lo que pudo y antes de aceptar un trabajo como camarero, consiguió un trabajo como asistente de dirección de Gonzalo Canal Ramírez en el cortometraje "Confidencias sobre nuestros hijos".
Después de realizar lo que sería su primer film (Raíces de Piedra - 1963) trabajaría con Cinesistema realizando cortometrajes, entre ellos basándose en la obra Rhapsody in blue de George Gershwin realizaría Rhapsody in Bogotá, corto que fue premiado en el Festival de Cine de San Sebastián. Después de esto rodó Pasado el meridiano durante 5 meses consecutivos trabajando los fines de semana.

## Premios y distinciones
Festival Internacional de Cine de San Sebastián
| Año  | Categoría                                                          | Película           | Resultado |
| ---- | ------------------------------------------------------------------ | ------------------ | --------- |
| 1963 | Premio Perla del Cantábrico al Mejor Cortometraje de Habla Hispana | Rhapsody in Bogota | Ganador   |

1. ↑  Premios del 1963 en la web del Festival de San Sebastián

- Datos: Q5668160